# ریدار مارتینیوسون
ریدار مارتینیوسون (انگلیسی: Reidar Martiniuson; ۴ ژوئیهٔ ۱۸۹۳ – ۴ ژوئن ۱۹۶۸) قایقران قایق بادبانی اهل نروژ بود.